# جرمی مانگا
جرمی مانگا (انگلیسی: Jeremy Monga؛ زادهٔ ۱۰ ژوئیهٔ ۲۰۰۹) بازیکن فوتبال اهل بریتانیا است که در حال حاضر برای باشگاه فوتبال لستر سیتی در پست هافبک بازی می‌کند.

## دوران باشگاهی
جرمی مانگا نخستین بازی حرفه‌ای خود برای باشگاه فوتبال لستر سیتی را در تاریخ ۷ آوریل ۲۰۲۵، در سن ۱۵ سال و ۲۷۱ روزگی انجام داد. او در دقیقهٔ ۷۴ به‌عنوان یار تعویضی به‌جای بلال الخنوس وارد زمین شد، در حالی‌که تیمش با نتیجهٔ ۰–۳ مقابل باشگاه فوتبال نیوکاسل یونایتد در رقابت‌های لیگ برتر شکست خورد. با این کار، او پس از ایتن انوانری به دومین بازیکن جوانی بدل شد که در لیگ برتر بازی کرده‌است.